# Misuzu Kaneko
Teru Kaneko, nota anche con lo pseudonimo di Kaneko Misuzu (金子 みすゞ?, Kaneko Misuzu; Nagato, 11 aprile 1903 – Senzaki, 10 marzo 1930), è stata una poetessa giapponese, nota soprattutto per le sue poesie per bambini.

## Biografia
Nacque in un villaggio di pescatori nell'attuale Prefettura di Yamaguchi; i temi della pesca e dell'oceano appaiono di frequente nella sua opera. Molto nota mentre era in vita, la sua opera è stata dimenticata fino agli anni 80 del Novecento, quando fu riscoperta; da allora è considerata una dei principali poeti giapponesi per bambini.
Kaneko è stata cresciuta dalla sua madre e dalla nonna, dopo la morte prematura del padre. La madre gestiva una libreria e Kaneko proseguì la scuola fino al diploma, mentre la maggior parte delle ragazze giapponesi di quel periodo studiavano fino alla prima media.
Nel 1923 iniziò a lavorare nella piccola libreria di suo zio a Shimonoseki, una città all'estremità meridionale dell'isola di Honshū. Lì scoprì i nuovi sviluppi della letteratura per l'infanzia, allora molto vivace, e riviste letterarie per bambini come Akai tori (uccelli rossi),  nella quale pubblicò la sua prima poesia.
Nel corso del 2023 iniziò a scrivere filastrocche sotto lo pseudonimo di Misuzu Kaneko e le inviò alle riviste Dowa, Women's Club, Fujingaho e Kin no Hoshi. Tutti i cinque lavori inviati alle riviste furono pubblicati contemporaneamente, nei numeri di settembre di tutte e quattro le riviste.  
Presto le sue poesie iniziarono ad apparire su riviste di tutto il paese e divenne una celebrità letteraria; il poeta Yaso Saijo, la descrisse come “la stella più lucente fra tutti i giovani scrittori di poesie per bambini”  e incluse la sua poesia Otomurahi nella Selezione di brani lirici moderni di cui era curatore.
Nel 1926 Misuzu fu ammessa alla Children's Poet Society, e le sue poesie Fish e Big Catch furono incluse nell'edizione del 1926 della Japanese Children's Song Collection edita dalla società. Altri membri includevano Yaso Saijo, Kyoka Izumi, Hakushu Kitahara, Toson Shimazaki, Ujo Noguchi, Rofu Miki e Bokusui Wakayama. C'erano solo due donne, Akiko Yosano e Misuzu Kaneko. 
Sempre nel 1926 si sposò con un impiegato della libreria di famiglia in un matrimonio combinato dallo zio; dal matrimonio nacque una figlia, Fusae. Il matrimonio fu infelice: il marito le trasmesse una malattia venerea e la costrinse a smettere di scrivere, mentre sottoponeva la famiglia a una serie di traslochi per perseguire iniziative imprenditoriali fallimentari. Kaneko divorziò nel 1930, perdendo l'affidamento della figlia perché la legge giapponese dell'epoca concedeva automaticamente al padre l'affidamento indiscutibile del bambino.
Il 9 marzo 1930, il giorno prima che l'ex marito prendesse la custodia, Kaneko si suicidò, lasciando una lettera dove chiedeva di lasciare che sua madre crescesse la ragazza. A seguito del suicidio, la famiglia di Kenoko ottenne la custodia..

## Eredità
La sua opera più famosa è Io, gli uccellini e le campane,  私と小鳥と鈴と (watashi to kotori to suzu to?).
Sebbene sia stato abbastanza celebre durante la sua vita, il lavoro di Misuzu Kaneko è caduto nell'oblio durante gli anni della seconda guerra mondiale. Nel 1966, un aspirante poeta giapponese di 19 anni di nome Setsuo Yazaki ha scoperto la sua poesia The Big Catch, 大漁 (Tairyō?) in un vecchio libro, e ha trascorso sedici anni cercando di rintracciarla. Nel 1982 riuscì a mettersi in contatto con il fratello minore di Kaneko, che aveva ancora i diari in cui aveva copiato le sue poesie, la maggior parte inedite durante la sua vita; Yazaki ora è il direttore del Kaneko Misuzu Memorial Museum, che è stato aperto nel 2003 sul sito della casa d'infanzia di Kaneko.
Da allora l'intera raccolta di 512 poesie è stata pubblicata in un'antologia in sei volumi e, nel 2016, un'edizione in lingua inglese della sua poesia Are you an echo?  è stata pubblicata dall'editore di libri indipendente Chin Music Press. Ha ricevuto una menzione d'onore ai Freeman Awards 2016, premio per la letteratura per ragazzi che aiuta alla scoperta e comprensione dell'Asia.
Dopo il terremoto e maremoto del Tōhoku del 2011, le stazioni televisive hanno trasmesso la poesia di Kaneko Sei un'eco? come annuncio di servizio pubblico per incoraggiare i volontari.
A Nagato c'è un coro di bambini che canta e promuove la poesia di Misuzu Kaneko; nella stessa città la melodia Nagato Furusato, basata su una sua poesia e musicata da Yoshinao Nakada, viene suonata come carillon serale in cinque distretti.
Ci sono stati diversi adattamenti televisivi sulla sua vita; i più recenti sono i film per la televisione  To a Brighter Place  ( 明るいほうへ 明るいほうへ?,  Akarui hō e akarui hō e) del 2001 con Takako Matsu nel ruolo principale, e  Kaneko Misuzu monogatari  ( Kaneko Misuzu monogatari－Minna chigatte, minna ii ?, 金子みすゞ物語〜みんなちがってみんないい〜) del 2012 con Aya Ueto nel ruolo principale.